# Rui Costa (ciclista)
Rui Alberto Faria da Costa ComIH (Póvoa de Varzim, Aguçadoura, 5 de outubro de 1986) é um ciclista profissional português.

## Biografia
Com 11 anos e três meses entra para o atletismo onde permaneceu dois anos. Aos 13 e 5 meses de idade muda-se para o ciclismo entrando para a equipa de "Guilhabreu", em Vila do Conde. Seguiram-se o "Santa Maria da Feira". Em 2007 assina o seu primeiro contrato profissional com o Benfica mudando-se em 2009 para a Caisse d'Epargne. Em 2011, com a mudança de patrocinador, Rui Costa assina novo contrato com a Movistar Team.
Em 2011 ganha na Volta à Comunidade de Madrid, após conseguir terminar por duas vezes em 2º na 1ª e 3ª etapas, vence a classificação geral com uma diferença de 5 segundos para o 2º classificado. Em 2011 ganha também a Clássica de Montréal, prova do World Tour. Neste mesmo ano ganha a 8ª etapa no Tour de France onde participava pela terceira vez.
Em 2012 termina em 3º lugar da classificação geral na Volta à Romandia e vence a Volta à Suíça, prova na qual veste a camisola amarela após vencer isolado a 2ª etapa. Na Volta à França de 2012 tem como principal missão ajudar o seu chefe de fila Alejandro Valverde. No entanto devido a alguns incidentes, incluindo quedas, este viria a terminar apenas em 20º da geral enquanto Rui Costa terminaria no 18º lugar. No mesmo ano termina em 2º do GP Ouest-France, 3º no Clássica do Québec e 8º na Clássica de Montréal (prova que tinha ganho no ano anterior. Terminou a temporada com um 9º lugar na Tour of Beijing, na China.
No dia 29 de setembro de 2013, Rui Costa venceu o UCI Campeonato Mundial de Estrada sagrando-se campeão mundial, terminando à frente de Joaquin Rodriguez e Alejandro Valverde e alcançando um feito inédito na história do ciclismo português.
Em 22 de junho de 2014 vence novamente a Volta à Suíça, tornando-se no primeiro ciclista a vencer esta prova por três vezes consecutivas e subindo para o 3º lugar no Ranking World Tour, o melhor ranking de sempre de um ciclista português na lista elaborada pela UCI.
No Tour 2014, onde pela primeira vez aparecia como "chefe-de-fila", Rui Costa cedo se viu a braços com uma bronquite, o que o foi impedindo de atingir o seu objectivo de um Top 10 na classificação geral. Quando era 13º, foi obrigado pelo médico a desistir, dado o seu quadro clínico ter evoluído para uma broncopneumonia.
Após o 3º lugar na Volta à Lombardia, Rui Costa subiu ao 4º lugar do Ranking UCI, a melhor classificação de sempre de um ciclista português.
A 27 de Maio de 2015, foi feito Comendador da Ordem do Infante D. Henrique

## Palmarés
2007
1º Geral Giro delle Regione
2008
2º Geral Giro delle Regioni
1º na 4ª etapa
2º Geral Coupe des Nations
1º na 4ª etapa (ITT)
2º Geral Tour de l'Avenir (Volta a França do Futuro)
5º Campeonato do Mundo de Estrada Sub-23 (Varese)
8º Campeonato do Mundo de Contra-relógio (estrada) Sub-23 (Varese)
2009
1º  Geral Four Days of Dunkirk
Melhor jovem 
2º Campeonato Nacional de Estrada
3º Geral Vuelta Chihuahua Internacional
1º na 3ª etapa
2010
1º Geral Vuelta a Mallorca
1º na 8ª etapa Volta à Suíça
2º Geral Four Days of Dunkirk
Melhor jovem 
6º Geral Volta ao Algarve
2011
1º Geral XXI Vuelta Ciclista Internacional a la Comunidad de Madrid
1º Geral no Grand Prix Cycliste de Montréal
1º na 8º etapa Volta à França 2011
2012
 1º Geral Volta à Suíça
1º na 2ª etapa
2º Geral GP Ouest France
3º Geral Grand Prix Cycliste de Québec
8º Geral Grand Prix Cycliste de Montréal
9º Geral Volta a Pequim
2013
 Campeão Mundial de Estrada
 Campeão Nacional de Contra-Relógio
 1º Geral Volta à Suíça
1º na 7ª e 9ª etapa (CRI)
Volta a França 2013
1º na da 16ª e 19ª etapas
 Vencedor Prémio Combatividade 16ª etapa
1º Geral Klasika Primavera
3º Geral Volta à Romandia
4º Geral Trofeo Serra de Tramuntana (Vuelta a Mallorca)
4º Geral Volta a Pequim
5º Geral Volta ao Algarve
5º Geral Grand Prix Cycliste de Québec
6º Geral Grand Prix Cycliste de Montréal
9º Geral Liège-Bastogne-Liège
9º Ranking UCI World Tour
2014
2º Geral Paris-Nice
2º Campeonato de Portugal Contrarrelógio 
3º Geral Volta ao Algarve
 Vencedor Prémio pontos
3º Geral Volta à Romandia
 1º Geral Volta à Suíça
1º na 9ª etapa
3º Volta à Lombardia
23º Campeonatos do Mundo
4º Geral Volta a Pequim
4º Ranking UCI World Tour
2015
3º Geral Critérium du Dauphiné
1º na 6ª etapa
4º Geral Paris-Nice
4º Geral Amstel Gold Race
4º Geral Liège–Bastogne–Liège
7º Geral Volta ao País Basco
1º Campeonato nacional de estrada
2016
3º Liège–Bastogne–Liège
5º Geral Volta a Omã
6º Geral Volta à Romandia
7º Geral Volta ao País Basco
10º Geral Paris–Nice
10º Geral La Flèche Wallonne
2017
1º Geral Volta a Abu Dhabi
1º na 3ª Etapa
2º Geral Volta a Omã
5º Geral Volta a San Juan
1º na 5ª Etapa
5º Geral Volta à Suíça
10º Geral Volta à Polónia
2018
5º Geral Volta à Romandia
6º Geral Grand Prix Cycliste de Montréal
8º Geral Volta a Abu Dhabi
10º Geral Volta a Omã
2019
2º Geral Volta à Romandia
4º Geral Volta a Omã
10º Geral Tirreno-Adriático
10º Geral Volta à Comunidade Valenciana
10º Geral Volta a Burgos
2020
1º Campeonato nacional de estrada
2º Campeonato de Portugal Contrarrelógio 
3° Geral Volta à Arábia Saudita
1º na 1ª Etapa
4º Geral Volta ao Algarve
10º Geral Volta à Polónia
2023
Trofeo Calvia